# Rézal 404
Le Rezal 404, parfois surnommé Erreur 404 (ou plus souvent Radio 404), est une association loi de 1901 basée à Paris, créée en 1999, se définissant comme une « communauté de diffusion artistique alternative ». 
Les actions réalisées par le collectif étaient la maintenance d'une radio associative (Radio404), devenue l'une des webradios alternatives les plus connues en France, et d'une télévision (TV404). Radio404 était aussi une des plus anciennes webradios en France. De plus, le Rezal 404 s'occupait de l'organisation de concerts et de soirées, d'expositions. Par l'intermédiaire de son site Internet, le collectif diffusait des créations artistiques (musique, vidéo, photo, arts graphiques, écriture) généralement sous licence libre.
Cette webradio est créée peu après les débuts du collectif, à la fin des années 90. Diffusant aux débuts seulement les artistes hébergés par le collectif, la radio s'est peu à peu officialisée et diversifiée. Radio404 émettait régulièrement des émissions (surtout le soir) généralement en direct. L'une de ses émissions qui a un fort succès est le 187 Show. Citons également Non Conforme, L'émission qui vous emmerde, Nomad’s session (diffusé depuis Strasbourg), Abra404 (en direct de L'Abracadabar), Sourdoreille... Son antenne s'ouvrait à de nombreuses voix de la scène artistique alternative de villes comme Paris, Le Havre, Strasbourg, Mulhouse, Dijon, Lille, Toulon ou Nancy. L'équipe réalisait aussi régulièrement des interviews d'artistes en collaboration avec le webzine dMute.
La programmation musicale de Radio404 se voulait très éclectique. On y écoutait du jazz, du reggae, du dub, du rap, de la musique expérimentale, etc. Cette radio tendait généralement à favoriser les artistes autoproduits, les nouveaux talents[source insuffisante], et les musiques ignorées des grands médias.
Furent aussi parfois diffusés des programmes exceptionnels comme la retransmission en direct ou différée de concerts depuis des salles de concert parisiennes comme la Guinguette pirate, la Flèche d'or, le Cithéa, les Instants Chavirés, le Glaz'art, le Reservoir, etc. 
Le site internet de Radio404 proposait le téléchargement gratuit de musique libre, cependant seulement une partie de la programmation musicale de la radio était diffusée sous licence libre.
Le Rezal 404 a soutenu le collectif Eucd.info et son combat contre la loi DADVSI. Des débats ont été diffusés à ce sujet sur Radio404.
Radio404 soutenait mais n'a pas adhéré à l'Association Nationale des Webradios, une association créée afin de défendre les intérêts légaux des webradios françaises. Elle s'intéressait aussi aux travaux de l'association Technopol.
Radio 404 a arrêté d'émettre au printemps 2012, après quinze ans d'existence.
Mais au printemps 2019, certains anciens fondateurs de la radio travaillent sur la relance de l'antenne, prévue pour la fin de l'année, mais finalement retardée à cause de la crise du Covid-19. Début 2021, la radio diffuse de nouveau depuis le site erreur404.org.

## Mediabox404
Le collectif a développé un Logiciel libre afin de mettre en place et gérer une webradio. Ce logiciel, appelé Mediabox404, a été utilisé par plusieurs radios françaises, mais son développement est maintenant abandonné après avoir été repris par Labo-Linux quelque temps. Radio404 était aussi la première webradio en France à utiliser et à promouvoir le format audio ogg, un format audio compressé libre de droit, ainsi que le serveur de streaming libre Icecast. Elle a rapidement été suivie par d'autres, et ce format audio est de plus en plus utilisé par les webradios. Des tutoriels sur l'utilisation des outils nécessaires à une webradio, ainsi que la traduction de la documentation d'Icecast, étaient proposés sur le Wiki du Rezal404.

## TV404
TV404 diffusait par exemple les courts métrages réalisés par les élèves de l'École nationale supérieure Louis-Lumière. Cette Web TV restait dans le même esprit militant et alternatif que Radio404, elle diffusait en plus des courts-métrages, des reportages, des films expérimentaux, etc..

## Partenaires
Le Rezal 404 a collaboré régulièrement avec les webzines musicaux Bokson et dMute (anciennement Infratunes). Ce dernier animait d'ailleurs une émission sur Radio404.
L'association avait aussi pour partenaire le collectif Strasbourgeois Absurde, Radio Campus Paris, la salle de concert Havraise Cabaret Electric ou encore l'agence Ping-Pong qui est le promoteur du label Ninja Tune en France.
Le Rezal 404 a organisé des concerts dans les salles parisiennes du Glaz'art, La Guiguette Pirate (concert de soutien aux sinistrés du tsunami de 2004) et des enregistrements dans les studios HBS.